# Chatchai Mokkasem
Chatchai Mokkasem (thailändisch ฉัตรชัย โมกเกษม, * 22. März 1982) ist ein thailändischer Fußballspieler.

## Karriere
Chatchai Mokkasem stand bis 2014 beim Sisaket FC unter Vertrag. Wo er vorher gespielt hat, ist unbekannt. Der Verein aus Sisaket spielte in der ersten Liga des Landes, der Thai Premier League. 2015 wechselte er zum Ligakonkurrenten Army United nach Bangkok. Die Rückserie 2016 wurde er an seinen ehemaligen Verein Sisaket FC ausgeliehen. Nach der Ausleihe kehrte er Anfang 2017 zur Army, die Ende 2016 in die zweite Liga abstieg, zurück. Für die Army spielte er noch bis Ende 2018 in der zweiten Liga. 2019 verpflichtete ihn der Drittligist Royal Thai Army FC.